# Autobianchi Primula
L'Autobianchi Primula è un'autovettura prodotta dalla casa automobilistica italiana Autobianchi tra il 1964 e il 1970.

## La genesi
La Primula fu la prima auto del gruppo Fiat a sperimentare la trazione anteriore e motore trasversale. Il suo compito, quasi si trattasse di una vettura da laboratorio, era quello di legittimare questo tipo di soluzione tecnica, mal vista nel gruppo Fiat. L'ostracismo era dovuto ad un incidente di collaudo, verificatosi nel 1932, durante il quale prese fuoco il primo prototipo di vettura FIAT a trazione anteriore, coinvolgendo personalmente il senatore Giovanni Agnelli.

All'inizio degli anni sessanta, tuttavia, Oreste Lardone e Dante Giacosa riuscirono a convincere i vertici della casa a sperimentare nuovamente una soluzione tecnica che, su automobili di piccola e media taglia, dava vantaggi indubitabili. Nessuno però se la sentì di utilizzare il marchio FIAT per questa sperimentazione, preferendo il "collaterale" Autobianchi: iniziò quindi nel 1961 quello che in codice era il "Progetto 109".
Utilizzando un nuovo pianale e sistemando in posizione anteriore trasversale il 4 cilindri in linea 1221 cm³ a carburatore della 1100 D, accoppiato stavolta ad un cambio con sincronizzatore anche per la prima velocità, nacque nel 1964 la Primula a trazione anteriore.

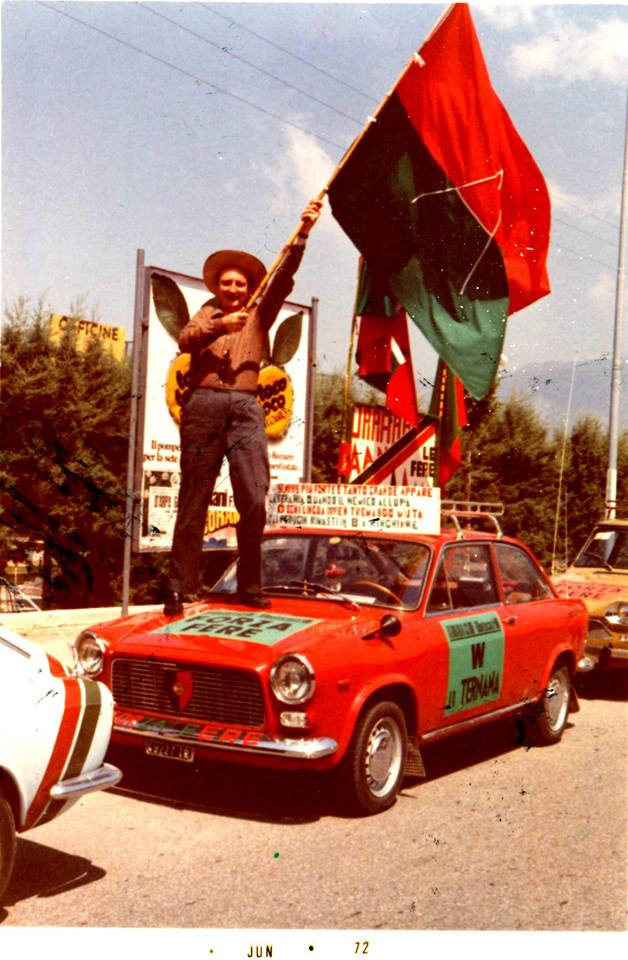
Primula Coupé S

Da notare che la prima auto a trazione anteriore e motore trasversale fu la Mini, progettata da sir Alec Issigonis. Ma mentre nella Mini il cambio era nella coppa dell'olio, il che creava problemi, dato che l'olio motore ha caratteristiche diverse da quello del cambio, nella Primula l'ingegnere Dante Giacosa ebbe l'intuizione di piazzare il cambio esterno in posizione laterale, con il risultato che i due semiassi sono di lunghezza diversa, il che va bene per potenze limitate. Quando le potenze crescono, il semiasse più lungo viene suddiviso in due parti, una fissa, l'altra di lunghezza pari a quella dell'altro lato, questo per evitare sbandate durante le accelerazioni violente causate dall'effetto giroscopico. Questa configurazione, motore trasversale e cambio laterale adottata anche sul Fiat 238, è stata in seguito la configurazione adottata dai costruttori della maggior parte le auto a trazione anteriore e motore trasversale, soluzione non brevettata, ma che è un'innovazione introdotta da FIAT.
Caratterizzata da una razionale e sobria linea a due volumi con accennate pinne posteriori, assai in voga all'epoca, la Primula poteva essere scelta in configurazione berlina o coupé.
La berlina poteva avere il pratico portellone posteriore o un semplice cofano bagagli, nelle versioni a 2, 3, 4 o 5 porte, mentre il modello coupé, caratterizzato da un padiglione più basso e posteriormente rastremato, veniva offerto nella sola versione a 2 porte.
Il portellone posteriore che la rendeva una vettura "fastback", poco apprezzato in Italia, fu invece molto gradito in Francia; caso raro, dato che le vetture straniere non erano particolarmente apprezzate oltralpe, ma dove modelli utilitari come la Citroën 2CV Mixte o la Renault 4 erano assai amati proprio per il portellone posteriore che consentiva una grande versatilità d'utilizzo.
Caratterizzata da finiture raffinate, grazie ai 59 CV del motore la nuova Autobianchi aveva buone prestazioni, supportate da una tenuta di strada eccellente; merito della trazione anteriore e delle sospensioni anteriori a ruote indipendenti MacPherson, altra novità per la casa.

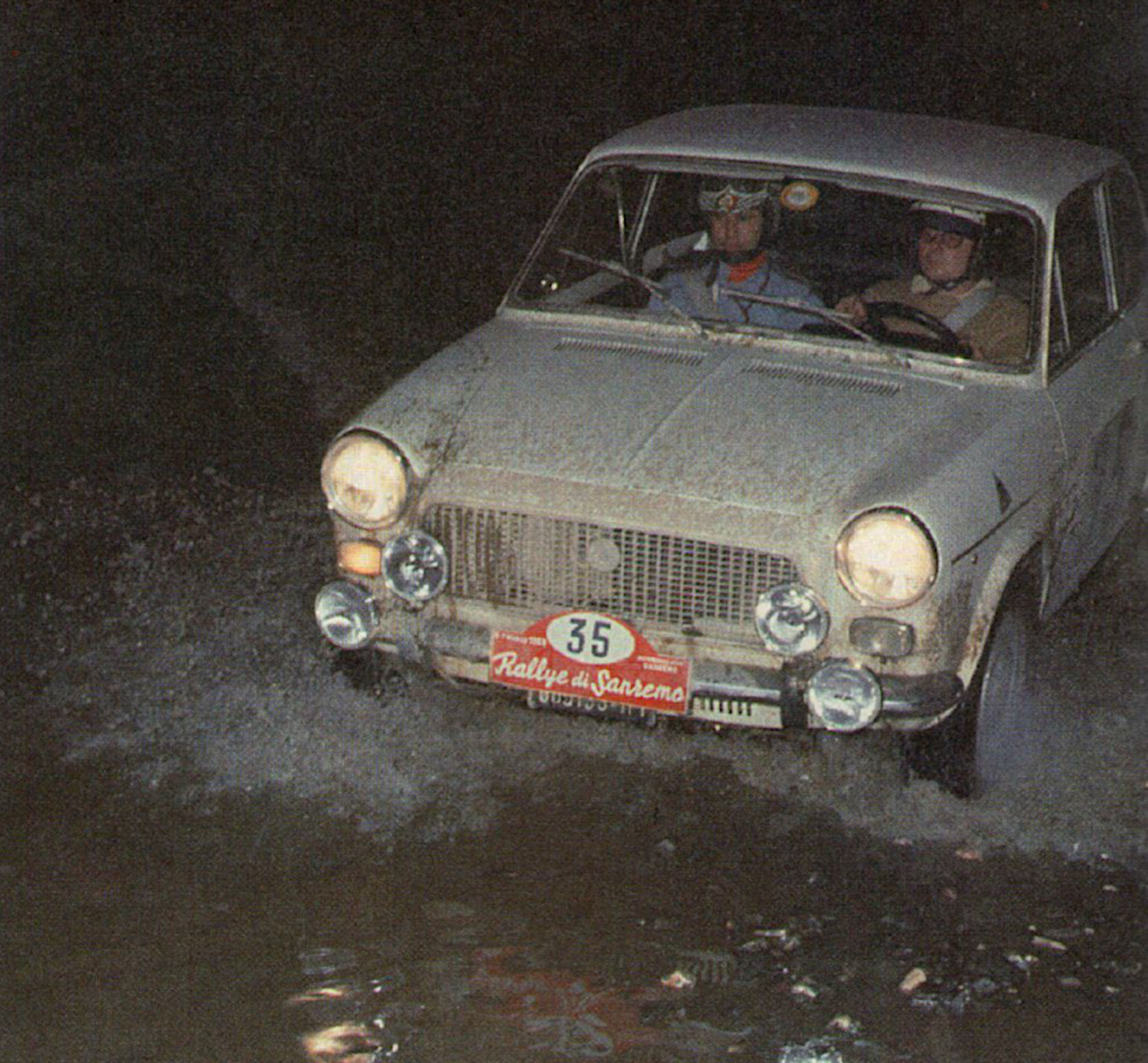
Coppia Pianta-Grasso su Autobianchi Primula al Rally Sanremo '69

Ulteriore novità introdotta da questa vettura per prima tra quelle del gruppo Fiat è l'adozione dello sterzo a cremagliera.

## L'evoluzione
Nel 1968 la Primula venne ristilizzata. Sulla berlina cambiarono la mascherina anteriore e gli interni, mentre il coupé ottenne anche una coda completamente ridisegnata e priva delle caratteristiche pinne (che rimasero, invece, sulla berlina).
Dal punto di vista tecnico, invece, la novità più importante era data dall'adozione dei motori della Fiat 124. La berlina venne equipaggiata col 1197 cm³ da 65 CV della 124 base, mentre il coupé (ora denominata Coupé S) ottenne il 1438 cm³ da 75 CV della 124 Special.
La linea del coupé, che nella parte posteriore sembrava "incompleta", piacque meno di quella della serie precedente, nonostante il miglioramento delle prestazioni e delle finiture.
La produzione terminò nel 1970. Sul mercato c'era, ormai da quasi due anni, la sua erede spirituale, l'A111.
Lo stabilimento di Desio "sfornò" 74.858 esemplari di questa vettura dal 1964 al 1970.
Dalla Primula derivò anche il furgone Fiat 238.

## Caratteristiche tecniche

### Versioni
- Berlina 3 porte (1964 - 1968) Berlina 2, 4 e 5 porte (1965 - 1968)
- Coupé (1965 - 1968)
- Berlina 65C 2, 3, 4 e 5 porte (1968-1970)
- Coupé S (1968-70)

### Motorizzazioni
1200 Berlina (1964 - 1968)
- Origine motore: Fiat 1100 D disposto trasversalmente
- Architettura: 4 cilindri in linea
- Cilindrata totale: 1221 cm³
- Alimentazione: 1 carburatore monocorpo
- Distribuzione aste e bilancieri con comando mediante catena duplex: 1 albero a camme laterale, 2 valvole per cilindro
- Potenza massima: 59 cv a 5600 giri/minuto
- Coppia massima: 9,5 kgm a 3200 giri/minuto
- Raffreddamento: ad acqua con ventola a comando elettrico automatica mediante termostato
- Lubrificazione: forzata

1200 Coupé (1965 - 1968): stesse caratteristiche, tranne:
- Alimentazione: 1 carburatore a doppio corpo ad apertura sincronizzata (Solex C32PHH)
- Potenza massima: 65 cv a 5400 giri/minuto
- Coppia massima: 9.6 kgm a 3100 giri/minuto

1200 65 C Berlina 1968 - 1970: stesse caratteristiche 1200 Berlina, tranne:
- Origine motore: Fiat 124
- Cilindrata totale: 1197 cm³
- Alimentazione: carburatore doppio corpo ad apertura sincronizzata Weber 32 DFB
- Potenza massima: 65 cv a 5600 giri/minuto
- Coppia massima: 8,9 kgm a 3400 giri/minuto

1400 Coupé S: stesse caratteristiche 1200 65C Berlina, tranne
- Cilindrata totale: 1438 cm³ (Fiat 124 Special)
- Potenza massima: 75 cv a 5800 giri/minuto
- Coppia massima: 11,1 kgm a 4000 giri/minuto

### Telaio
- Sospensioni anteriori: a ruote indipendenti, bracci oscillanti e balestra trasversale semiellittica (funzionante anche da barra stabilizzatrice)
- Sospensioni posteriori: ad assale rigido con balestre semiellittiche
- Ammortizzatori: idraulici telescopici a doppio effetto
- Freni (anteriori/posteriori): dischi/dischi e regolatore di frenata (senza servofreno)
- Sterzo: a cremagliera

### Trasmissione
- Trazione: anteriore
- trasmissione: manuale a 4 rapporti, leva del cambio al volante (a cloche sulle versioni Coupé/Coupé S); frizione monodisco a secco a comando idraulico autoregistrante

### Carrozzeria
- Tipologia: berlina a 2 volumi 2, 3, 4 e 5 porte e 4 posti, oppure coupé 2 volumi e 2 porte
- Scocca: autoportante